# Szent János Kórház

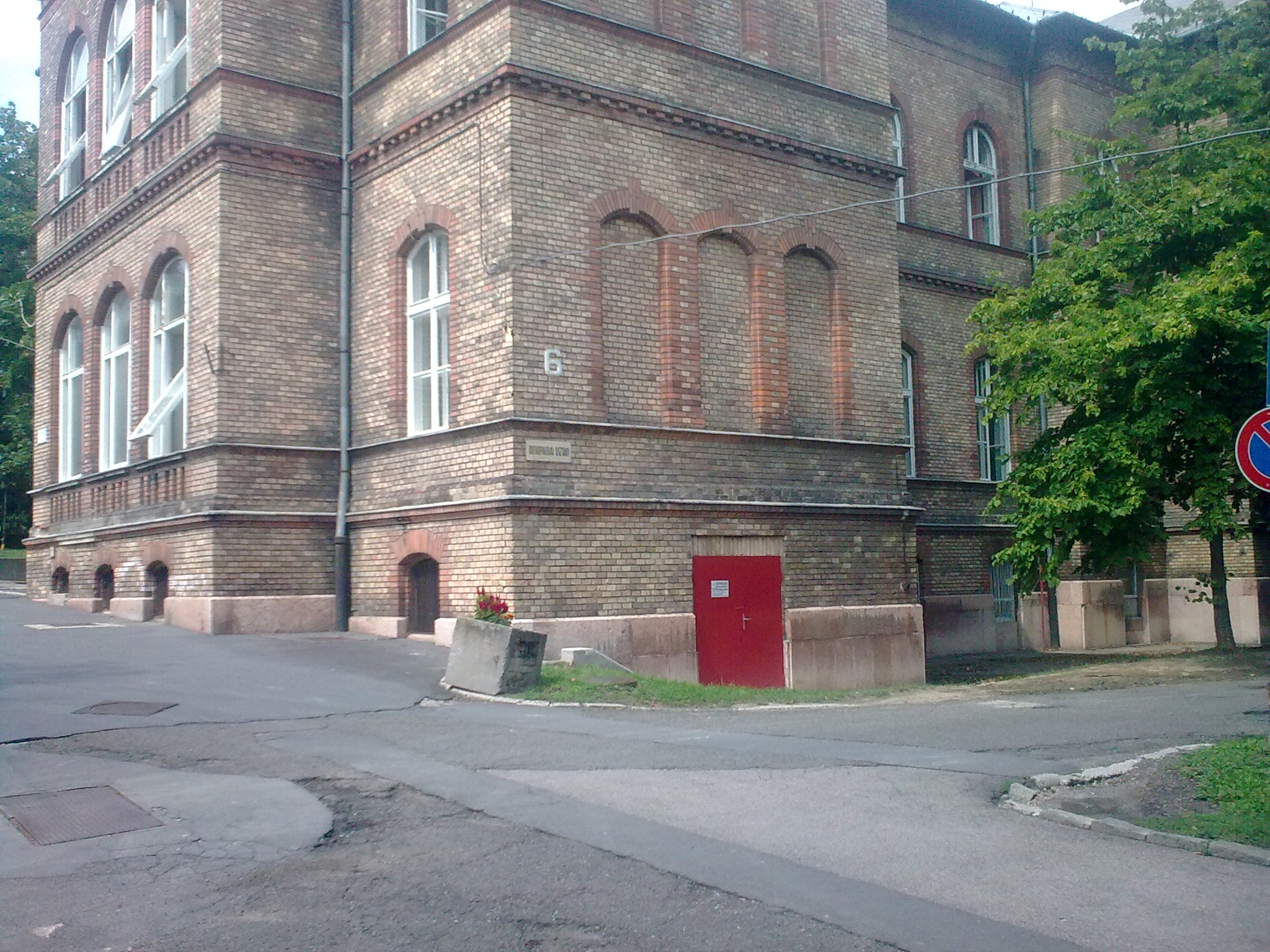
Az Ortopédiai Osztály épülete

A Szent János Kórház és Észak-budai Egyesített Kórházak Budapest XII. kerülete Kútvölgy városrészében található nagy múltú gyógyító intézménye, amely a Szent János Kórház és a Budai Gyermekkórház egyesítésével jött létre.
Évente átlagosan 50 000 fekvőbeteget látnak el a közel egymillió fős nyugat-közép-magyarországi régióból. Az évi mintegy egymillió járóbeteg gondozása szakrendeléseiken és szakmai centrumaikban történik.
2012 elejétől a kórház állami tulajdonba, a Nemzeti Erőforrás Minisztériumhoz került. A fenntartói feladatot az Állami Egészségügyi Ellátó Központ (ÁEEK) látja el, míg a vagyonkezelő a Nemzeti Fejlesztési Minisztérium alá tartozó Magyar Nemzeti Vagyonkezelő Zrt.
2012. július 1-jétől az egyesített kórház 744 aktív ággyal (Szent János Kórház) és 406 krónikus, rehabilitációs ággyal (Szent János Kórház: 336, Budai Gyermekkórház: 70) áll a betegek, szülő nők és sérültek rendelkezésére.
A gyógyító tevékenység több telephelyen zajlik. Az intézmény azon kevés egészségügyi létesítményhez tartozik, ahol – a szívsebészetet kivéve – a korszerű orvostudomány minden ága képviselve van.

## Története
1887. június 28-án Budapest, fő- és székváros törvényhatósági közgyűlése 534. határozatában 300 ágyas új kórház építését rendelte el, amely későbbiekben az új Szent János Kórház nevet kapta.
A régi Szent János-kórházról, – amely a Margit körút és Hattyú utca által bezárt szögleten feküdt – csak az egykori Széna tér autóbusz-állomás által körülhatárolt kis téren emléktábla és némi falmaradéka látható a közel 300 éves múltból. Az idő szerint a kórházak inkább szegényházak voltak, amelyeket jómódú polgárok adományaiból tartottak fenn, elsősorban fertőző betegek számára. Később, az orvostudomány szakosodásának megfelelően születtek egyes gyógyító egységek. A kórház a 18. században főként szegény betegeket ápolt, mintegy 12 ággyal.
1777-ben a Nagyszombati Egyetemet Mária Terézia magyar királynő rendeletére Budára helyezték. A Budai Várnegyedben zajló elméleti oktatás mellett – mint Hőgyes Endre írja: „Budán e tekintetben valamivel jobban ment a dolog, mert a tanítást a szegények kórházának betegein végezhették”. A 19. század első felében saját orvosa nem lévén Phisterer András, Buda tisztifőorvosa, Christen Xavér Ferenc, valamint Beér János budai orvosok a kórház betegeit is kezelték, emellett a pesti egyetemen oktattak.
1820-ban polgári városi kórháznak nevezték el. Az egyemeletes épület a Margit körút felőli homlokzata barokk stílusban készült, új nepomuki Szent János-szoborral. Dr. Schlesinger Ignác 1840-es könyvében Szent János Kórházként említi.
Az 1848–49-es forradalom és szabadságharc idején az emelet egyik végében már műtőt is létrehoztak.
Az 1873-as városegyesítés után külön igazgató vezette a kórházat. Az ágylétszám 100-ról 234-re emelkedett, 20 kórteremben 6 orvos látta el a betegeket, évente 4-5000-es betegforgalom mellett. A szabadságharc előtt a feljegyzéseket gótbetűvel német nyelven, 1849 után már magyarul írták.
A 19. század végi Buda lakosságának jelentős növekedése új kórház szükségességét hozta magával. Helyszíne a szőlőskerteket elpusztító filoxérajárvány által sújtott Diósárok dűlő lett. 1898. augusztus 3-án ünnepélyes külsőségek között megnyitották a Darányi Ignác javaslata alapján pavilonrendszerben – Barcza Elek tervei szerint – felépült Budapest Székesfőváros Új Szent János Kórházát, amely 420 ággyal várta a betegeket. A pavilonok k. u. k., német-osztrák stílusban, három emelettel, alagsorral készültek. (A Diós árok utcai részleget Kauser József tervezte.)
A Margit körúti régi kórház szegényházként a második világháború közepéig működött, amíg a Budai Várnegyed ostroma alatt a szovjet csapatok rommá nem lőtték. Maradványait 1949-ben a városrendezés keretében felszámolták.
Az új kórházban 1898-ban öt osztállyal indult meg a gyógyítás: sebészet, belosztály, gyermek-, bőr- és nemibetegek osztálya, és szembeteg osztály, de ugyanakkor fiókosztályként szülő és nőgyógyászati, gyermekfertőző és vegyes osztályt is kialakítottak. 1903-ban Wodiáner Albert gazdag vállalkozó adományából egy lábadozó betegek részére készült pavilon is épült. 1910-ben már röntgen-laboratórium, 1917-ben pedig központi laboratórium létesült. 1918-ban megalakult az ország első ortopédsebészeti osztálya. A bőr- és nemibetegosztályt 1934-ben urológiai osztállyá alakították, majd 1935-ben új, modern szülészeti osztály épült. Később száj- és fogbeteg, fül-orr-gégészeti osztályok alakultak, szinte minden orvosi szakterület jelen volt, a kardiológiát kivéve, a közelében fekvő Szív- és Érsebészeti klinikára alapozva. Az elme-idegosztály kb. 150 ággyal indult. A háború után a Várhegy alatti Sziklakórház is a János Kórházhoz került.
Az előző századfordulótól a kórház nemcsak technikailag fejlődött, hanem tudományos eredményeket is értek el olyan nagynevű munkatársai, mint a belgyógyász Gyurmán Emil (1898–1923), Fodor Imre (1945–56), Baráth Jenő (1952–67), a gyermekorvos Lénárt György (1949–71), a sebész Kuzmik Pál (1912–14), Manninger Vilmos (1914–35), Bugyi István (az 1920-as években), Sebestyén Gyula (1940–47), az urológus Rihmer Béla (1913–36), Noszkay Aurél (1943–74), a szülész Árvay Sándor (1944–46), a szemész Grósz Emil (1901–02) és ifj. Csapody István (1929–59), és a gégész Török Béla (1913–25).
Budapest ostroma alatt bombatalálat nem érte a kórházat, mégis sok kár keletkezett benne. 1952-ben szovjet mintára ideiglenesen poliklinikákat alakítottak ki az amúgy is szűkös körülmények között, amelyek eleinte az I-II-XII. kerületek rendelőintézeteiként is működtek, ahol mára a XII. kerület járóbeteg-ellátása zajlik.
Az 1956-os forradalomban az intézmény sebesülteket is ápolt, saját mentőszolgálattal Horváth professzor közreműködésével, aki a Nemzetközi Vöröskereszt vezetőségi tagja volt, így a szükséges gyógyszerekkel rendelkezett.
1970-ben az Ortopédiai osztály műtőblokkját, az 1980-as években a fül-orr-gégészeti osztály új épületét adták át. Korszerű konyha létesült, és több osztályt átépítettek. A műszerpark is megújult; CT, ultrahanglabor létesült. A fővárosi fenntartású kórházak közül csak itt volt Száj- és Idegsebészeti osztály.